# Экспедиция Джорджа Вашингтона в Огайо
Экспедиция Джорджа Вашингтона в Огайо (также Экспедиция в Аллегейни, Allegheny expedition) — дипломатическая миссия, организованная губернатором колонии Вирджиния Робертом Динвидди в 1753 году, когда стали поступать сведения о проникновении французов в долину реки Огайо, которую англичане считали своей собственностью. Экспедицию возглавил майор Джордж Вашингтон, которому было поручено вступить в переговоры с ирокезами, чтобы заручиться их поддержкой в возможном конфликте с Францией, а также доставить французскому командованию письмо от губернатора, в котором тот выражал протест против действий французов. Вашингтон начал экспедицию в ноябре 1753 года, когда погода уже портилась, по дороге встретил первопроходца Кристофера Джиста и в итоге прибыл к слиянию рек Аллегейни и Мононгахила (центр современного Питтсбурга), где вступил в переговоры с вождём ирокезов Таначарисоном. 11 декабря экспедиция прибыла во французский форт Ле-Бёф, где Вашингтон вручил письмо губернатора французскому командующему Жаку де Сен-Пьеру и получил от него ответ для губернатора. Вернувшись в январе 1754 года в Уильямсберг, Вашингтон сообщил властям Вирджинии важные сведения о географии Огайо, об отношениях с индейцами и о замыслах французов. Путешествие стало важным этапом в карьере Джорджа Вашингтона и привлекло к нему внимание общественности, особенно после публикации журнала, который он вёл в ходе экспедиции.

## Предыстория

Расстановка сил в Северной Америке к 1750 году.

Ахенский мирный договор, подписанный 18 октября 1748 года, завершил Войну за австрийское наследство и боевые действия на североамериканском континенте (так называемая Война короля Георга), но не решил вопроса о принадлежности долины реки Огайо. Граница между владениями Англии и Франции в Огайо не была согласована, и обе стороны готовились к продолжению борьбы. Французы боялись, что англичане захватят Огайо, отрежут французскую Канаду от французской Луизианы и смогут захватить обе территории поодиночке. Англичане же опасались, что, захватив Огайо, Франция отрежет Англию от путей во внутренние районы континента. В 1749 году маркиз де Галиссоньер отправил в долину Огайо миссию Пьер-Жозефа Селорона де Бленвиля. Добравшись до Логстауна, Селорон призвал индейские племена присоединиться к Франции для борьбы против англичан. Когда об этом стало известно в английских колониях, власти Вирджинии и Пенсильвании решили наладить отношения с ирокезами и, в частности, добиться ратификации Ланкастерского договора 1744 года. Также было решено построить несколько фортов в долине Огайо.
Когда Роберт Динвидди, губернатор Вирджинии, вернулся в колонию с Барбадоса, он решил заняться этим вопросом и отправил в Логстаун делегацию, которая 13 июня 1752 года добилась ратификации Ланкастерского соглашения. Но весной 1753 года на южном берегу озера Эри высадились 1500 французских военных и занялись строительством укреплений. Ими был возведен, в частности, Форт Ле-Бёф. Власти Вирджинии опасались, что если этот отряд двинется на юг, то полностью отрежет британским торговцам доступ в долину Огайо. Было решено отправить к французам посланца с официальным протестом.
Согласно Вашингтону Ирвингу, первым таким посланцем стал капитан Уильям Трент, который прибыл в Логстаун, но затем растерялся, заколебался, и в итоге вернулся обратно, не выполнив свою миссию. Губернатору пришлось искать другого посланца, более подходящего для этого задания: более сильного физически и морально.
Джордж Вашингтон как раз в 1752 году получил звание майора и возглавил один из дистриктов колонии Вирджиния. Вероятно, лорд Фэрфакс рассказал ему о замысле губернатора, и Вашингтон решил воспользоваться этим шансом — он отправился в Уильямсберг и вызвался быть добровольцем для доставки письма. Его предложение было немедленно принято. Сразу же были составлены необходимые приказы. Вашингтону было приказано незамедлительно отправиться в Логстаун, договориться с вождём (Сахемом) об эскорте до французских фортов, вручить французам письмо губернатора, не более недели дожидаться ответа, затем вернуться назад, собрав по пути всю возможную информацию о численности французов, их вооружении, укреплениях, коммуникациях и планах. Помимо письменных приказов были даны устные: Вашингтон должен был по дороге встретить первопроходца Кристофера Джиста и взять его с собой проводником.
В тот же день Вашингтон отправился во Фредериксберг, чтобы набрать себе команду. 1 ноября он прибыл в город и встретил голландца Якоба ван Брама, который знал французский язык и согласился участвовать в экспедиции. Оба отправились в Александрию, где Вашингтон закупил продовольствие и снаряжение. Оттуда они отправились в Винчестер, где были приобретены лошади и багаж. 14 ноября Вашингтон и ван Брам приехали в местечко Уиллс-Крик, известное впоследствии как Форт Камберленд. Здесь Вашингтон встретил Кристофера Джиста, которому показал письма от губернатора и предложил присоединиться к экспедиции. Тот согласился, и пока он готовился к поездке, Вашингтон нанял ещё несколько человек для присмотра за лошадьми и багажом.

## Экспедиция

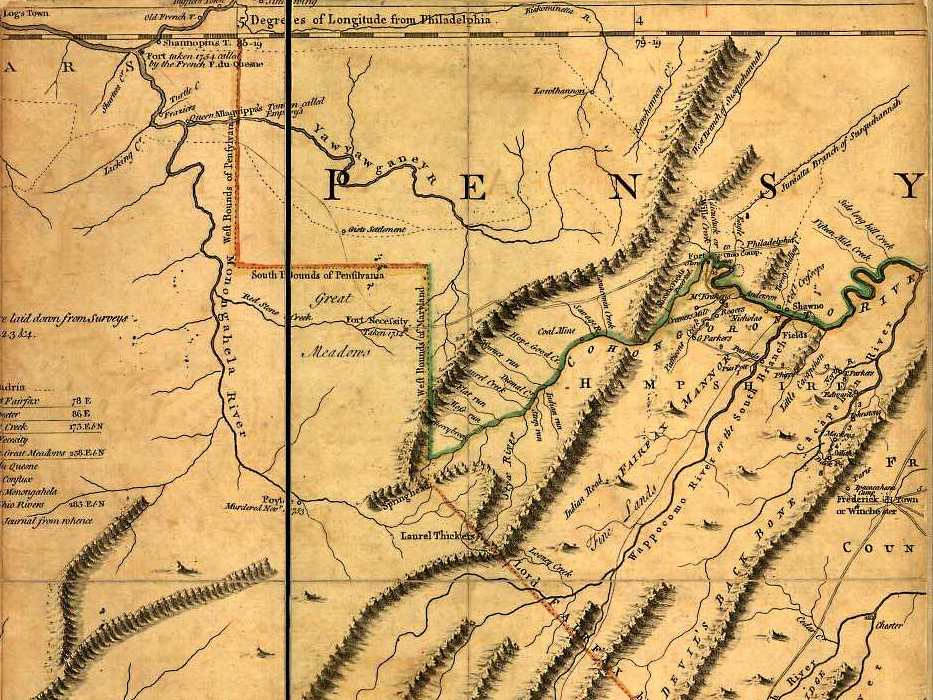
Карта 1751 года, на которой обозначена река Йокогейни, дом Джиста, дом Фрэйзера и Уиллс-Крик

15 ноября 1753 года Вашингтон покинул Уиллс-Крик во главе отряда из шести человек. Они везли с собой оружие, снаряжение, компас, палатку, запас провизии, корм для лошадей, подарки для индейцев, медикаменты, табак, вампумы, и даже индейскую одежду на всякий случай. В первый день они прошли только 8 миль, а вечером их нагнал гонец с известием, что сын Джиста болен и ему нужен уход. Джист, однако, решил не покидать экспедицию ввиду её важности. Следуя дальше, 18 ноября они перешли реку Йокогейни в месте, известном как Грейт-Кроссинг. В будущем Вашингтону предстоит ещё дважды посетить это место: во время похода на форт Дюкен в 1754 году и во время экспедиции Брэддока в 1755 году.
В тот же день, когда выпал первый снег, отряд пришёл ко второму дому Джиста (так называемая Плантация Джиста) на полпути между Йокогейни и Мононгахилой, примерно в 70 милях от Уиллс-Крик. Сейчас это место находится на трассе 119 в 7 километрах от Коннелсвилла, Пенсильвания.
19 ноября отряд покинул дом Джиста, перешёл Йокогейни и, пройдя 20 миль, достиг заброшенного поселения Джейкоб-Кэбинс, где ночью убежали несколько лошадей. Их поимка отняла время, поэтому отряд выступил только в 11 утра, следуя под сильным дождём вдоль русла реки Йокогейни. 21 ноября дождь задержал экспедицию, а 22-го она вышла к реке Мононгахила к дому торговца Джона Фрейзера около Тёртл-Крик. Устные инструкции требовали от Вашингтона, в частности, поговорить с Фрейзером о ситуации в регионе. Он узнал, что французы действительно начали продвигаться на юг от озера Эри, но потом их командир, генерал Поль, сир де Марен, умер, и французы вернулись на север. Это значило, что Вашингтону придётся проследовать довольно далеко на север, чтобы их найти.
23 ноября экспедиция продолжила путь: часть груза была помещена на каноэ, которое одолжил Фрейзер, и доставлена к реке Аллегейни, где выгружена на правый берег. Сам Вашингтон отправился в путь верхом и достиг точки слияния Мононгахилы и Аллегейни, того самого места, где Динвидди задумывал построить форт. Вашингтон тщательно исследовал местность и решил, что стрелка при слиянии рек идеально подходит для форта, который здесь будет простреливать обе реки. Вечером он переправился через Аллегейни, и на её правом берегу экспедиция встала лагерем. Утром следующего дня Вашингтон проверил соседнее индейское поселение, которое также рассматривалось как место для постройки форта, но это место показалось ему невыгодным. Вечером его отряд вместе с группой индейцев отправился на север и прибыл в Логстаун. Это был первый в жизни Вашингтона совместный марш с индейцами.

### Переговоры с индейцами
В Логстауне Вашингтон должен был выполнить важную дипломатическую миссию: встретиться с ирокезским вождём Таначарисоном (из племени минго), которого англичане звали «полукороль» (Half-King). Тот отсутствовал, но в Логстауне находился другой ирокезский вождь, Манокатуча, которому Вашингтон нанёс визит и попросил послать за Таначарисоном. На следующий день (25 ноября) в Логстаун пришёл отряд французских дезертиров, которых Вашингтон расспросил о том, сколько фортов французы построили на Миссисипи, а в 15:00 прибыл вождь Таначарисон. Вашингтон расспросил вождя о дороге к французским фортам, а затем тот поведал о своём визите к французам. По его словам, он потребовал от французов немедленно покинуть долину Огайо. Он сказал им, что если бы те пришли с миром, «как братья-англичане», то им разрешили бы торговать тут, но французы строят форты на земле индейцев, а те не желают это терпеть. И при этом он вернул французам вампум, который был ему подарен при предыдущей, дружественной, встрече. На это французский командующий, Сир де Марен, ответил, что не боится мух, москитов и индейцев, и что земля эта принадлежит ему, а не индейцам. И с этими словами он швырнул вождю обратно его вампум. Вождь был взбешён таким отношением и, если он говорил правду, то это означало, что французы не намерены перетягивать ирокезов на свою сторону.
Историк О’Мира писал, что де Марен обладал плохим характером. Он был канадцем и, как говорили, «родился с томагавком в руке», он хорошо знал и понимал индейцев, но был вспыльчив, подозрителен, бестактен, и, по словам маркиза Дюкена, «ужасен в обращении с друзьями и врагами». Кроме того, в день переговоров у него было много проблем, и сам он заболел, что и послужило причиной его агрессивного настроения.
Вашингтон также выяснил, что французы действительно захватывали в плен английских торговцев в Огайо и что они подозревают о начале военных приготовлений англичан.
На следующий день Вашингтон встретился в длинном доме с остальными вождями ирокезов, изложил им суть своей миссии и попросил организовать эскорт до французского форта. Здесь могло возникнуть затруднение: такая акция могла испортить отношения ирокезов с «французскими» индейцами и самими французами и привести к войне, которая была нежелательна в данный момент, однако Таначарисон (оскорблённый словами де Марена) высказался за то, чтобы удовлетворить просьбу Вашингтона и даже объявил, что сам отправится к французам и вернёт им все ранее полученные вампумы. Он сказал, что соберёт эскорт за три дня. Вашингтон, не имевший дипломатического опыта, несколько бестактно попросил ускорить сбор эскорта, но ему было отказано. На этом переговоры закончились. Дуглас Фриман писал, что в этот день Вашингтон больше узнал о психологии индейцев, чем за всю свою прошлую жизнь.

### Логстаун — Ле-Бёф

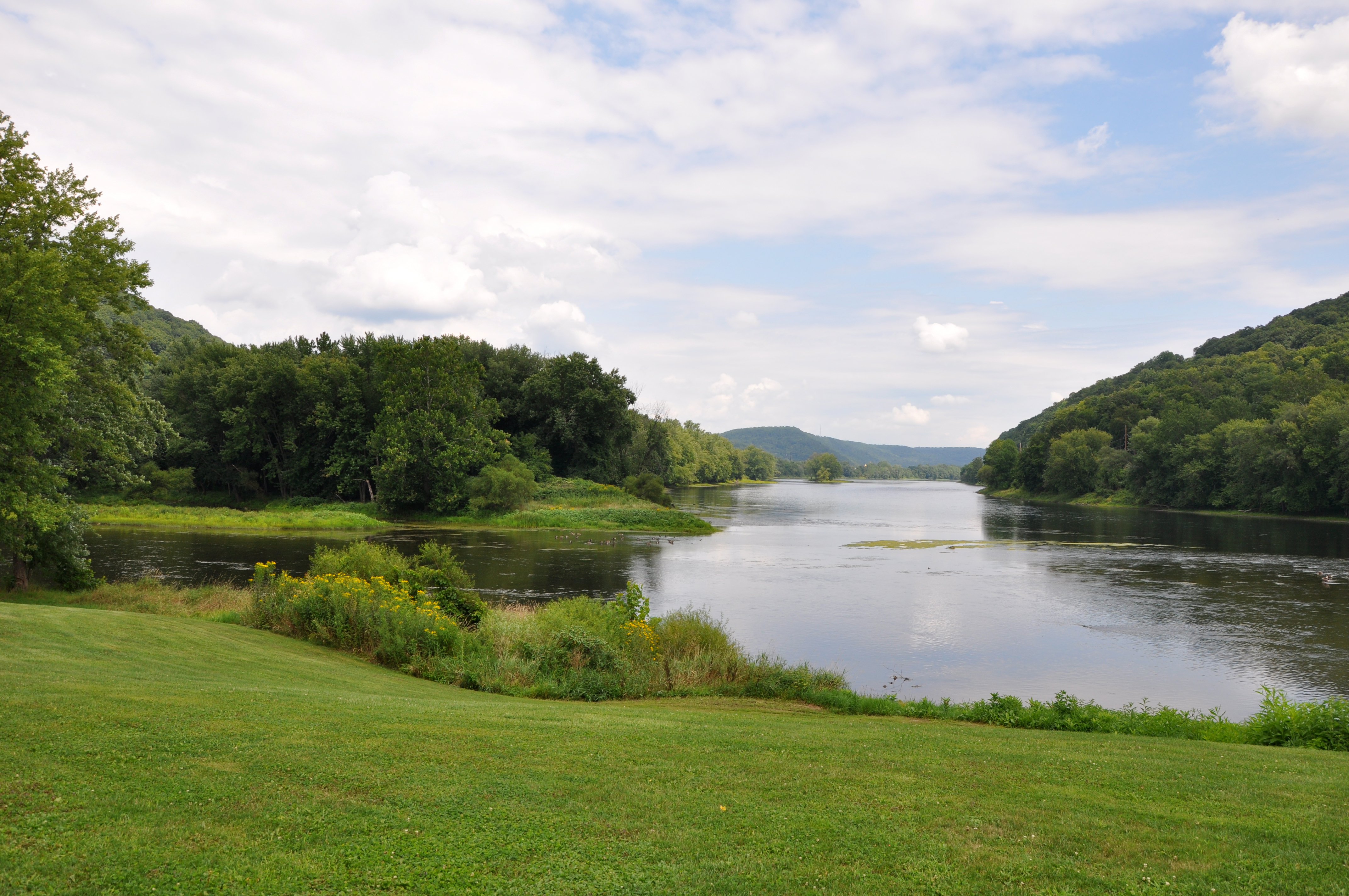
Слияние рек Френч-Крик и Аллегейни

Вашингтон с эскортом должен был покинуть Логстаун 29 ноября, но в тот день Таначарисон попросил отсрочки на день по ряду причин, в частности из-за того, что не все вампумы ещё собраны для возвращения французам. Массовое возвращение вампумов — и, соответственно, отказ ирокезов от всякого сближения с французами — был неожиданным следствием экспедиции. Это могло иметь важные политические последствия, поэтому Вашингтон не стал возражать против отсрочки. Утром 30 ноября эскорт явился, но в составе всего четырёх человек. Таначарисон объяснил, что на очередном собрании индейцы решили не посылать большого отряда. Вашингтон покинул Логстаун с тем, что было, и за день, пройдя 15 миль, экспедиция прибыла в Мердеринг-Таун на реке Грейт-Бивер-Крик. 4 декабря отряд прибыл в местечко Венанго (ныне Франклин) на слиянии Френч-Крик и реки Аллегейни. Здесь Вашингтон увидел бревенчатое строение — бывший дом Фрейзера, над которым развевался французский флаг. Место было укреплено, но форт как таковой построен не был.
Вашингтона встретили капитан Джонкер и комиссионер Ла Форс, которые сообщили ему, что старший по региону офицер находится в форте Ле-Бёф примерно в 50 милях севернее. Потом они пригласили Вашингтона на ужин. Там, в неформальной обстановке, французы сообщили Вашингтону, что действительно собираются занять Огайо, поскольку этот регион был открыт французом Ла Салем, и даже если англичане соберут вдвое большие силы, они уже никак не смогут помешать, поскольку начали приготовления слишком поздно. Вашингтон пробыл в Венанго три дня и продолжил марш 7 декабря в сопровождении Ла Форса. 11 декабря Вашингтон, его семь спутников, четверо индейцев и четверо французов вышли к форту Ле-Бёф.

### Переговоры с французами

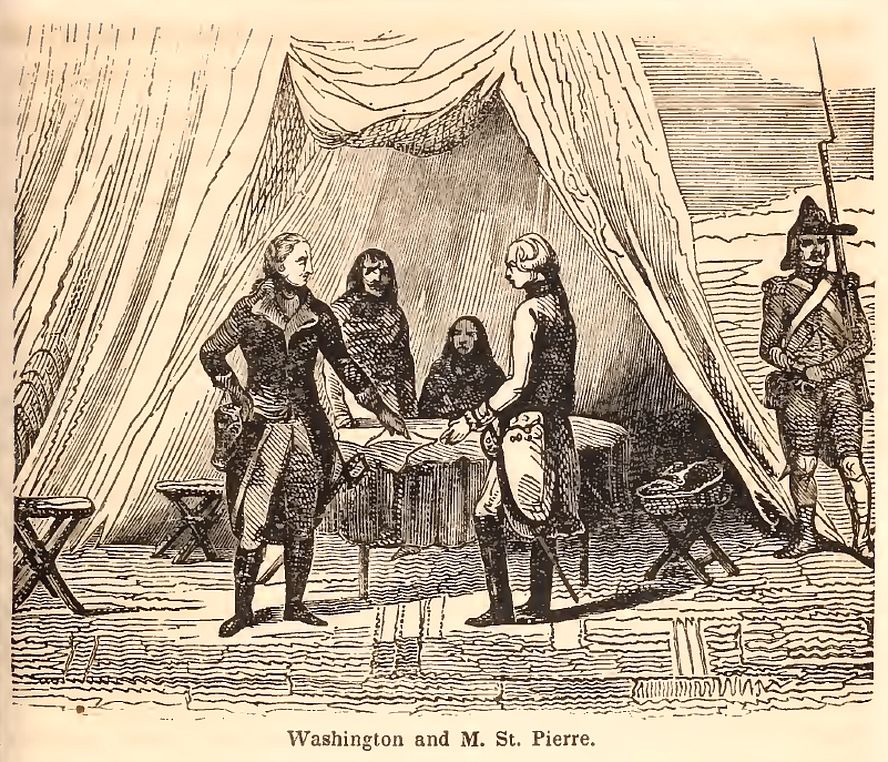
Встреча Вашингтона и Сен-Пьера (гравюра 1846 года)

Утром 12 декабря Вашингтон, Джист и ван Брам явились на встречу с Жаком де Сен-Пьером, французским командующим, который принял пост после смерти де Марена. Он попросил Вашингтона подождать с переговорами, пока не прибудет Монсеньор де Репентиньи из соседнего форта Преск-Айл. Вскоре после 14:00 встреча возобновилась. Вашингтон вручил письмо от губернатора, оно было переведено на французский и сверено ван Брамом. В письме, составленном 31 октября, губернатор писал, что долина Огайо издавна является частью колонии Вирджиния и он удивлён, что французы строят там форты; он просил их мирно покинуть территорию и не портить дружественных отношений между французским и английским королями. Получив письмо, французские офицеры попросили время на обсуждение и составление ответа. Полученное время Вашингтон использовал для того, чтобы изучить форт и поговорить с офицерами в неформальной обстановке. Он спросил их, по какому праву они арестовывают английских торговцев, и ему было отвечено, что долина Огайо — собственность французского короля и англичане не имеют права там появляться.
Вашингтон понял, что французы однозначно уверены в своём праве на владение долиной Огайо и явно намерены продвигаться всё дальше на юг. Кроме того, он заметил, что они не проявляют враждебности к ирокезам. И в Венанго, и в форте они тактично обращались с Таначарисоном, в то же время они явно затягивали переговоры с вождём, надеясь, что Вашингтон покинет форт без индейцев и в его отсутствие их удастся склонить на свою сторону обещаниями и подарками. Вашингтон понял, что должен вернуться как можно скорее, и по возможности покинуть форт вместе с ирокезами. Поэтому он отклонил предложение отправиться в Квебек и вручить письмо губернатора непосредственно французскому главнокомандующему в Канаде.
Вашингтон решил покинуть форт на каноэ, но он должен был дождаться результатов переговоров между вождём и Сен-Пьером. Таначарисон собирался публично вернуть французам вампумы, но встреча 14 декабря оказалось приватной, и в ходе переговоров Сен-Пьер отказался принять обратно вампумы. Он сказал, что всё ещё считает ирокезов друзьями и намерен торговать с ними. В тот же вечер Вашингтон получил ответ для губернатора и обещание предоставить каноэ на следующее утро. Утром 15 декабря всё было готово к отплытию, но Вашингтон заметил, что французы всячески стараются удержать в форте ирокезов. Впоследствии Вашингтон писал, что никогда ещё не испытывал более сильного волнения: он лично обратился к вождю, убеждая его покинуть форт, но тот колебался. Тогда Вашингтон спросил у Сен-Пьера, все ли дела с вождём тот закончил, но тот ответил, что никого не удерживает, и не знает, почему индейцы не покидают форт. Не зная, что предпринять, Вашингтон обратился за советом к Джисту и, вероятно от него узнал, что французы обещали на следующий день подарить индейцам ружья.
Утром 16 декабря Вашингтон уговорил индейцев покинуть форт. Увидев, что они собираются в дорогу, французы предложили индейцам согреться в дорогу спиртным. Вашингтону с большим трудом удалось отговорить индейцев от этого предложения, и экспедиция всё же двинулась в обратный путь.

### Возвращение
22 декабря Вашингтон прибыл в Венанго. Каноэ с индейцами отстало по дороге, а затем нагнало его, но уже в сопровождении нескольких каноэ с французами. Путь до Венанго был труден: уровень воды падал, река начала замерзать, и в одном месте каноэ пришлось тащить на руках. В Венанго Вашингтона уже ждали его лошади, которых от заранее отправил вперёд. Вашингтон поинтересовался у Таначарисона, готов ли тот идти вместе с ним по суше или желает продолжить путь в Логстаун на каноэ, и тот ответил, что один из индейцев ранен на охоте и сможет перемещаться только на каноэ. Вероятно, таким образом индейцы рассчитывали задержаться в Венанго, надеясь на спиртное и подарки от Джонкера. Решено было расстаться с индейцами. Вашингтону не хотелось оставлять их с Джонкером, но у него не было времени на ожидание.
Утром 23 декабря отряд вышел в дорогу уже без индейцев, но лошади были так истощены, что не смогли пройти более пяти миль. На следующий день Вашингтон велел всем спешиться и идти ногами, а поклажу распределить равномерно по всем лошадям. Весь день шёл снег, а 25-го, на Рождество, отряд почти застрял в глубоком снегу. 26-го три участника экспедиции сильно замёрзли и не смогли продолжать марш, и тогда Вашингтон решил оставить группу и вместе с Джистом пешком идти к дому Фрейзера, где взять свежих лошадей. Джист был не уверен, что Вашингтон осилит такую дорогу, но тот настаивал, что надо вернуться в Уильямсберг как можно скорее. Взяв с собой по сумке и по ружью, они покинули лагерь. В тот день удалось пройти 18 миль и заночевать в индейской хижине. Джист отметил в дневнике, что Вашингтон сильно устал, но утром 27 декабря они продолжили путь. В тот день они пришли в Мердеринг-Таун, где один из индейцев вызвался быть их проводником. Он должен был привести их к ближайшей переправе через реку Аллегейни, но вместо этого завёл в другую сторону, а затем внезапно выстрелил в Вашингтона, но промахнулся. Джист был готов убить индейца, но Вашингтон велел оставить его в живых. Им удалось отделаться от индейца, и 29 декабря они вышли к реке Аллегейни. Вашингтон рассчитывал, что река уже замёрзнет, но замёрзла только вода у берега, а по центру реки плыли льдины. Это означало, что для переправы придётся строить плот, а в распоряжении был всего один топор.

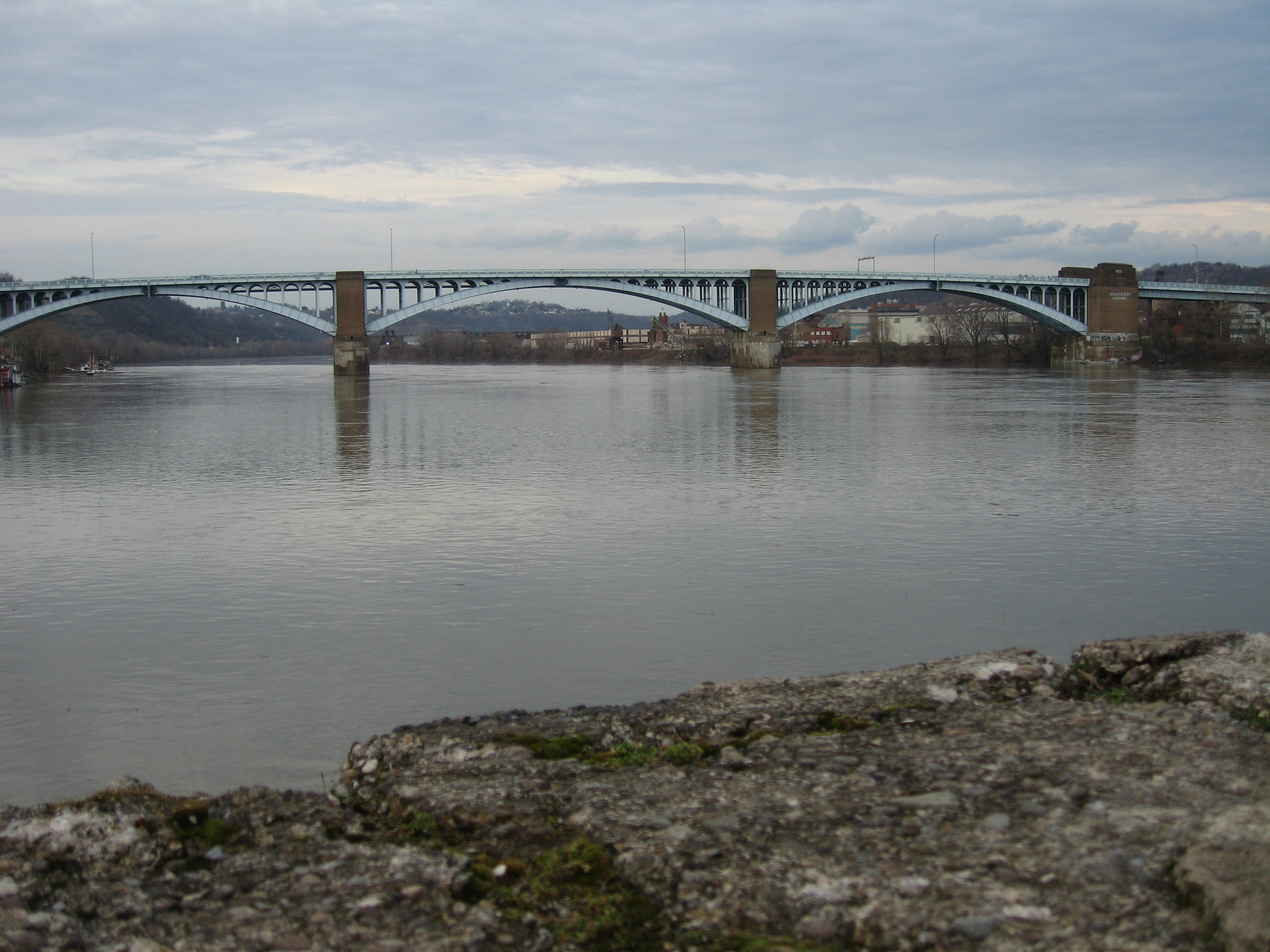
Река Аллегейни на месте переправы

Целый день ушёл на строительство плота, затем Вашингтон и Джист руками дотащили его до открытой воды, спустили на воду, и начали переправу при помощи шестов. Им пришлось пробираться меж больших глыб льда, и в какой-то момент Вашингтон упал в воду, но смог выбраться. Довести плот до противоположного берега не удалось, но плот был недалеко от небольшого острова, и туда удалось добраться вброд. На острове двое провели ночь, а на следующий день выяснилось, что протока между островом и берегом покрылась толстым льдом, и по льду удалось без проблем перейти на южный берег. В тот же день отряд добрался до дома Джона Фрейзера на Тёртл-Крик.
Когда удалось заполучить лошадей, Вашингтон и Джист нанесли визит в поселение делаваров, вождём которых была женщина по имени Аликипа. Вашингтон подарил ей шерстяной плащ и бутылку рома. 2 января 1754 года отряд прибыл на Плантацию Джиста, где Вашингтон купил лошадь и седло, а коней Фрэзера вернул хозяину. Затем Вашингтон как можно скорее отправился в Уиллс-Крик, по пути встретив караван с материалами для постройки форта на Мононгахиле, а затем и группу переселенцев. В тот же день Вашингтон прибыл в Уиллс-Крик, 11 января прибыл в поместье Фэрфаксов, а 16 января добрался до Уильямсберга и вручил губернатору письмо от французского командующего. В итоге его экспедиция заняла примерно месяц.

## Последствия

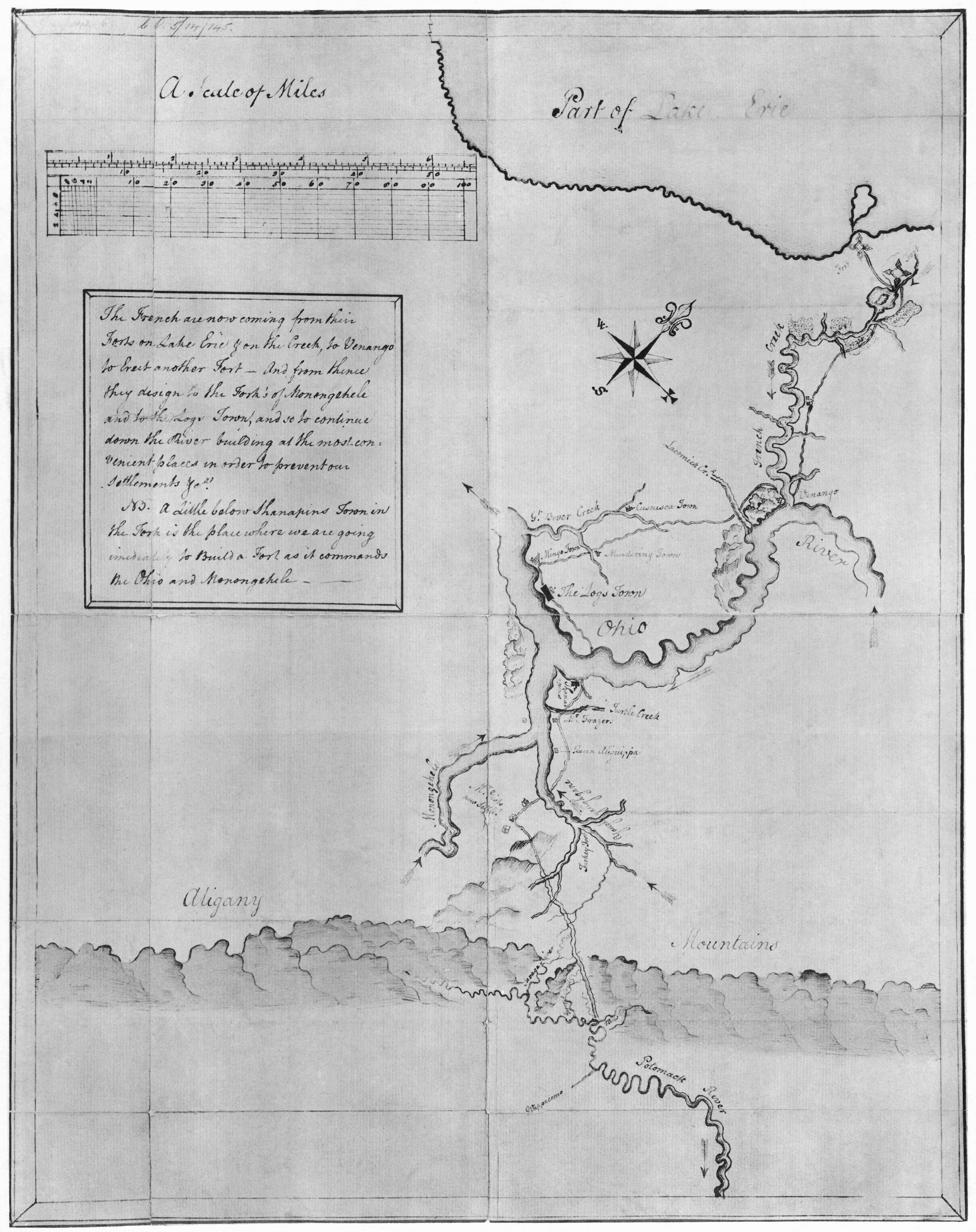
Карта, составленная Вашингтоном после поездки

16 января Вашингтон вернулся в Уильямсберг, передал губернатору ответ французов и на словах описал ситуацию. Динвидди был встревожен этими известиями и потребовал, чтобы Вашингтон немедленно составил рапорт для вирджинской Ассамблеи. Вашингтону пришлось наскоро перерабатывать свой путевой журнал в официальный отчёт. Из рассказа Вашингтона Динвидди понял, что ситуация требует принятия немедленных мер по защите западной границы. Он приказал перенести открытие Ассамблеи на более ранний срок, на февраль, а ещё до её сбора приказал сформировать отряд ополчения колонии, численностью хотя бы 200 человек. Половину этого отряда было поручено набрать Вашингтону. Однако в колонии не было опытных военных, оружия и снаряжения, и набор оказался сорван.
В феврале открылась Ассамблея. Был зачитан доклад Вашингтона, который вызвал смешанную реакцию. Было выдвинуто предположение, что весь доклад подделан, чтобы заставить Ассамблею принять меры по защите интересов частной кампании (Огайской кампании). И всё же Ассамблея постановила выделить 10 000 фунтов на снабжение войск, а Вашингтон получил награду в 50 фунтов за успешную экспедицию. 20 марта он получил звание подполковника, а уже в конце месяца ему было приказано взять те подразделения, что успели сформироваться (всего 120 человек) и срочно идти к Мононгахиле, где уже строились форты. Вашингтон выступил из Александрии 2 апреля. Его поход привёл к сражению за форт Несисити и началу Войны с французами и индейцами.
Путешествие научило Вашингтона навыкам выживания и ориентирования в зимнем лесу, он близко ознакомился с жизнью индейцев и осознал, как много значат такт, терпение и настойчивость в обращении с ними. Вашингтон хорошо изучил технику переговоров, символизм вампумов, характер Таначарисона и других вождей, а также характер местности в долине Огайо.
Вашингтон Ирвинг писал, что путешествие заложило фундамент его дальнейшей карьеры (the foundation of his fortunes). После этого путешествия, по словам Ирвинга, он стал надеждой Вирджинии.
Когда в 2003 году по случаю 250-летия экспедиции было решено выяснить точный маршрут Вашингтона, историк Роберт Вивер сказал: «В этом путешествии Вашингтон едва не был застрелен и убит. Путешествие стало одним из первых событий, которые привели к войне с французами и индейцами. … Точный маршрут экспедиции не так важен, важно было само путешествие».

## Наследие и память

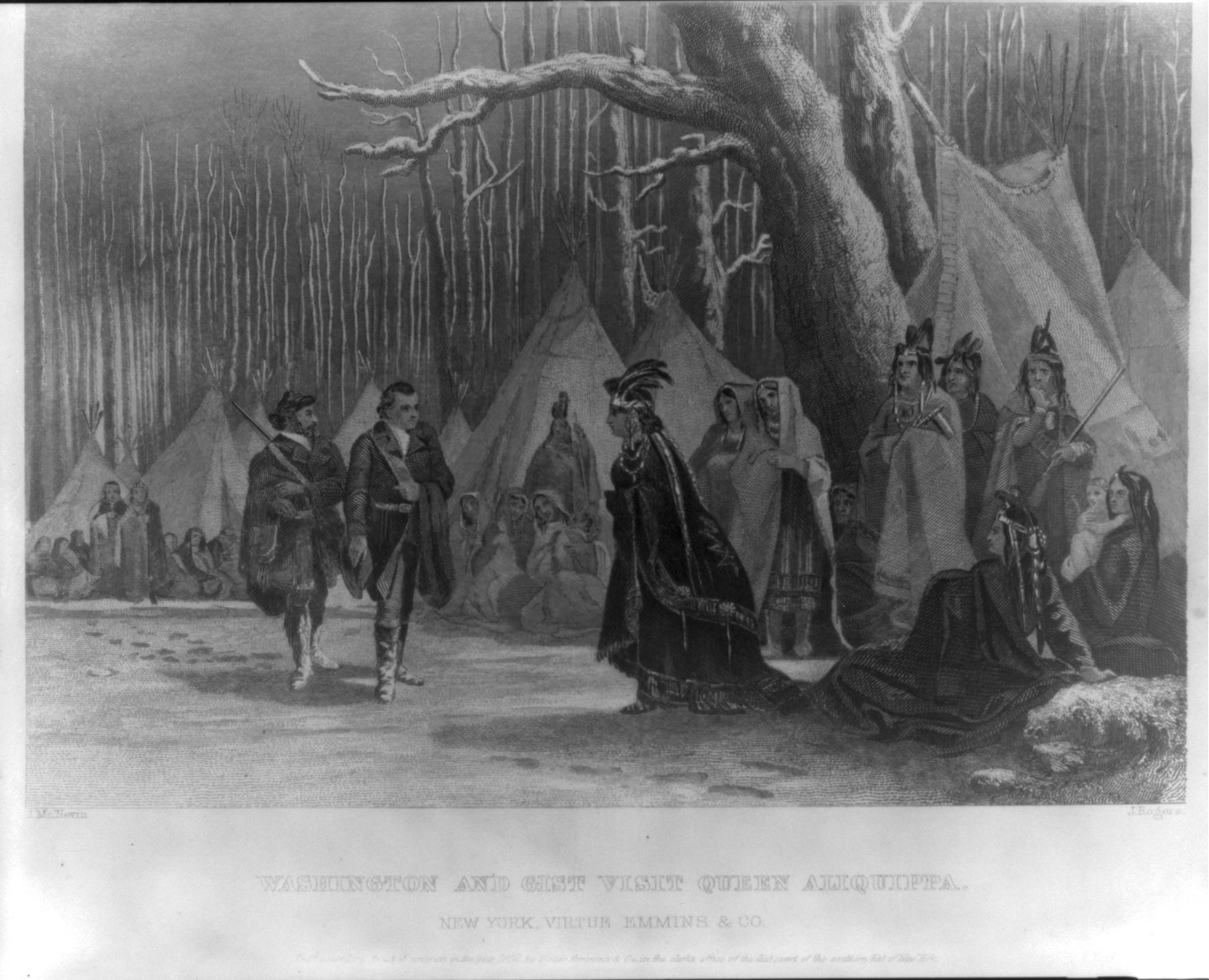
Вашингтон и Джист встречают Аликипу (гравюра 1856 года)

- В 1924 году на реке Аллегейни, где Вашингтон и Джист переправлялись через реку, был построен мост Washington Crossing Bridge[англ.].
- В 1945 году в городе Уотерфорд[англ.], на месте форта Ле-Бёф, была установлена статуя Вашингтона, вручающего французам письмо от губернатора. Она стала единственной статуей, изображающей Вашингтона в молодости[30].
- По маршруту следования Вашингтона проложен туристический автомобильный маршрут Washington’s Trail, который снабжён историческими маркерами[31].
- У переправы Грейт-Кроссинг, где Вашингтон переходил реку Йокогейни, в 1912 году была установлена мемориальная доска[7].
- Рапорт Вашингтона был немедленно опубликован в газетах Вирджинии по инициативе губернатора, который хотел привлечь внимание к сложившейся опасной ситуации. Уже в июне 1754 года путевой журнал Вашингтона был опубликован в Лондоне Томасом Джеффрисом[англ.]. Эта публикация сделала Вашингтона известным человеком в колониях и в Англии[32][27].
- Экспедиция Вашингтона упоминается в романе Уильяма Теккерея «Виргинцы»: «Мистер Вашингтон, понимая, какую возможность отличиться  дает  подобная миссия молодому человеку вроде него,  поспешил  предложить  вице-губернатору свои услуги  и,  оставив  свой  виргинский  дом,  поместье  и  все  занятия, отправился с его поручением к  французскому  командующему.  В  сопровождении проводника, переводчика и нескольких слуг бесстрашный молодой  посол  осенью 1753 года по индейским  тропам  пробрался  от  Уильямсберга  почти  к  самым берегам озера Эри и встретился с  французом  в  форте  Ле-Беф.  Ответ  этого высокопоставленного офицера был краток: ему приказано удерживать этот край и изгнать из него всех англичан. Французы открыто объявили о  своем  намерении завладеть  Огайо.  И  с  этим  грубым  ответом  посланцу  Виргинии  пришлось пуститься в трудный и опасный обратный путь через дремучие леса и  замерзшие реки, находя дорогу по компасу и ночуя в снегу у костра».